# Uniwersytet w Mzuzu
Uniwersytet w Mzuzu – malawijski uniwersytet publiczny znajdujący się w mieście Mzuzu. Powstał w maju 1997, a pierwszych studentów przyjął w styczniu 1999.
Uczelnia składa się z pięciu wydziałów:
- Wydział Pedagogiczny
- Wydział Nauk o Środowisku
- Wydział Informacji i Komunikacji
- Wydział Nauk o Zdrowiu
- Wydział Zarządzania, Hotelarstwa i Turystyki.